# Kanadensisk fotboll
Kanadensisk fotboll är ett kanadensiskt bollspel som liknar amerikansk fotboll. Spelet uppstod under 1860-talet och spelas mellan två tolvmannalag utan målvakt. Lagen har tre försök på sig att flytta bollen tio yards mot motståndarlagets målområde. I Kanada kallas spelet ofta bara football, då fotboll (association football/soccer) inte tillhör de större sporterna där.

## Skillnader mot amerikansk fotboll
Kanadensisk fotboll skiljer sig från amerikansk fotboll på ett antal punkter. Här följer några av de viktigaste skillnaderna: Antal spelare i varje lag är tolv mot elva i amerikansk fotboll. Lagen har tre försök på sig istället för fyra. Planen är något längre och bredare (110 yards lång, 65 yards bred jämfört med 100 och 53⅓ yards). Målstolparna är placerade i början av målområdet istället för i slutet.